# Eaea
Chansons représentant l'Espagne au Concours Eurovision de la chanson
SloMo
(2022) Zorra
(2024)
Eaea est une chanson de Blanca Paloma qui représente l'Espagne au Concours Eurovision de la chanson 2023. Elle sort le 19 décembre 2022, dans le cadre de sa participation au Benidorm Fest 2023. 

## Concours Eurovision de la chanson

### Au Benidorm Fest
Blanca Paloma interprète Eaea lors de la seconde demi-finale, le mardi 2 février 2023. Parmi les neuf chansons participantes, elle arrive en tête du classement avec 167 points, se qualifiant ainsi pour la finale du samedi même.

Lors de la finale, le samedi 4 février 2023, Eaea est la sixième chanson interprétée parmi les huit en compétition. Arrivée en tête des votes du jury (avec 94 points) et du public, elle remporte la compétition avec un total de 169 points,.

### À l'Eurovision
En tant que chanson représentant un pays du Big Five, Eaea est qualifiée d'office pour la finale du samedi 13 mai, où elle termine à la 17e place avec 100 points et reçoit le score de télévote le plus bas de tous les concurrents, avec seulement 5 points. Sa participation au concours européen a été qualifiée d '"échec" par différents médias et une partie de l'opinion publique espagnole,,.